# 田畑端
田畑端（日语：／ Tabata Hajime，1971年5月5日—）是一名日本游戏导演，曾任史克威尔艾尼克斯公司第二事业部部长、夜光组首席运营官及工作室负责人，现任JP Games首席执行官。他负责统筹《最终幻想》系列产品线协调工作，2013年12月接替野村哲也担任《最终幻想15》导演，2018年3月主导组建夜光组工作室。2018年10月31日从史克威尔艾尼克斯集团离职，2019年1月创立JP Games公司，其首款作品《THE PEGASUS DREAM TOUR》（2020年夏季残奥会主题手游）于2021年6月登陆iOS/Android平台。

## 簡歷
中学时期，田畑端通过游玩光荣制作的历史角色扮演游戏，初次萌生自主开发游戏的构想。大学最后一年，他向游戏产业及纪录片、电视与电影等媒体艺术领域投递求职申请。入职史克威尔艾尼克斯前，他曾供职于多家游戏发行商，这段经历使其积累了动作游戏、街机游戏与角色扮演游戏的开发经验。

### 史克威尔艾尼克斯时期
2011年东日本大地震后，全球对日本的支援声浪与史克威尔艾尼克斯收到的《最终幻想 零式》玩家期待信件形成共鸣，促使田畑端决意为身处逆境的玩家群体创作特别企划。
田畑端于2013年12月接替野村哲也担任《最终幻想15》导演（此前为该项目的联合导演），此项人事变动于次年9月正式对外公布。开发期间，他常以每日仅三小时睡眠的强度投入工作。凭借此前掌机平台开发经验，田畑端对主机系统开发充满热忱，致力于“助力玩家获得更深度的沉浸式体验”。
田畑端曾担任《最终幻想15》追加内容制作人，原计划持续更新至2019年。他与史克威尔艾尼克斯第二事业部团队同步推进面向次世代主机的新IP开发，该项目于2018年进入全面开发阶段（此前仅配置20-30人小规模团队）。2018年3月，田畑端为史克威尔艾尼克斯创立新东京游戏工作室夜光组，该工作室由《最终幻想15》团队多名核心成员组成。他担任夜光组首席运营官兼工作室负责人。
田畑端于2018年10月31日辞去夜光组及史克威尔艾尼克斯集团各项职务，官方于11月7日确认此消息。同时，《最终幻想15》原定四部追加内容中有三部也被取消开发。

### JP Games时期
田畑端宣布从史克威尔艾尼克斯辞职后，随即着手创立个人公司JP Games株式会社，该公司于2019年1月正式运营以开展新项目。其首部作品《THE PEGASUS DREAM TOUR》——以2020年夏季残奥会为主题的游戏——于2021年6月登陆iOS与Android平台。

## 開發作品
| 年份    | 游戏作品                         | 首发平台                                 | 团队内的职责       |
| ------- | -------------------------------- | ---------------------------------------- | ------------------ |
| 1999    | 怪物农场2                        | PlayStation                              | 事件导演           |
| 1999    | 苍魔灯                           | PlayStation                              | 事件导演           |
| 2004    | 危机之前 -最终幻想VII-           | 移动平台                                 | 导演、概念创作     |
| 2005    | 最终命令 -最终幻想VII-           | 动画                                     | 鸣谢               |
| 2006    | Monotone                         | 移动平台                                 | 导演               |
| 2007    | 核心危機 -最終幻想VII-           | PlayStation Portable                     | 导演               |
| 2008-10 | 王國之心 編碼                    | 移动平台                                 | 联合导演           |
| 2010    | 第三次生日                       | PlayStation Portable                     | 导演               |
| 2011    | 最終幻想 零式                    | PlayStation Portable                     | 导演、原创场景设计 |
| 2014    | 最終幻想Agito                    | iOS、Android                             | 制作人             |
| 2015    | 最终幻想 零式 HD                 | PlayStation 4、Xbox One、Windows         | 制作人、导演       |
| 2015    | 最终幻想 勇气启示录              | iOS、Android                             | 鸣谢               |
| 2016    | 最终幻想15：王者之剑             | 电影                                     | 制作人             |
| 2016    | 最終幻想XV                       | PlayStation 4、Xbox One                  | 导演               |
| 2017    | 莫比乌斯 最终幻想                | iOS、Android、Windows                    | 协作活动支持       |
| 2017    | 国王骑士:暗龙之怒                | iOS、Android                             | 鸣谢               |
| 2017    | 富豪街:勇者斗恶龙&最终幻想30周年 | PlayStation 4、PlayStation Vita          | 鸣谢               |
| 2017    | 最终幻想传奇 时空水晶II          | iOS、Android                             | 鸣谢               |
| 2017    | 最终幻想15：深渊魔兽             | PlayStation 4（PlayStation VR）          | 制作人             |
| 2018    | 最终幻想 纷争NT                  | PlayStation 4                            | 鸣谢               |
| 2018    | 最终幻想15：口袋版               | iOS、Android、Windows                    | 制作人             |
| 2018    | 最终幻想15 Windows版             | Windows                                  | 制作人             |
| 2018    | 最终幻想15：口袋版HD             | PlayStation 4、Xbox One、Nintendo Switch | 制作人             |
| 2021    | THE PEGASUS DREAM TOUR           | iOS、Android                             | 制作人、导演       |